# Hanna in njeni sestri
Hanna in njeni sestri (tudi Hannah in njeni sestri, angleško Hannah and Her Sisters) je ameriški komično-dramski film iz leta 1986, ki ga je režiral in zanj napisal scenarij Woody Allen. Pripoveduje prepleteno zgodbo razširjene družine preko dveh let, ki se začne in konča z družinsko večerjo na Zahvalni dan. Allen v filmu zaigra ob Mii Farrow kot Hannah, Michaelu Cainu kot njenem možu ter Barbari Hershey in Dianni Wiest kot njenima sestrama. 
Film je dolgo veljal za najdonosnejši Allenov film z dohodkom 40,1 milijona $ v Severni Ameriki. Prejel je dobre kritike ter osvojil oskarje za najboljši scenarij ter najboljšo stranko moško (Caine) in žensko vlogo (Wiest). Ob tem je bil nominiram še v štirih kategorijah, tudi na najboljši film in režijo. Prejel je še nagradi BAFTA na najboljši scenarij in režijo ter Zlati globus za najboljšo komedijo ali muzikal. Velja za enega najboljših Allenovih filmov, kritiki so pohvalili tako scenarij, kot tudi igro. 

## Vloge
- Woody Allen kot Mickey
- Michael Caine kot Elliot
- Barbara Hershey kot Lee
- Dianne Wiest kot Holly
- Mia Farrow kot Hannah
- Carrie Fisher kot April
- Sam Waterston kot Ben
- Maureen O'Sullivan kot Norma
- Lloyd Nolan kot Evan
- Max Von Sydow kot Frederick
- Joanna Gleason kot Carol
- Daniel Stern kot Dusty
- Richard Jenkins kot dr. Wilkes
- Julia Louis-Dreyfus kot Mary
- John Turturro kot pisatelj
- Lewis Black kot Paul
- Julie Kavner kot Gail
- Christian Clemenson kot Larry
- J. T. Walsh kot Ed Smythe
- Rusty Magee kot Ron
- Ira Wheeler kot dr. Abel
- Tracy Kennedy kot gost zajtrka/kosila
- Fred Melamed kot dr. Grey
- Benno Schmidt kot dr. Smith
- Maria Chiara kot Manon Lescaut
- Stephen deFluiter kot dr. Brooks
- The 39 Steps kot rock skupina
- Bobby Short
- Rob Scott kot bobnar
- Beverly Peer kot basist
- Allen DeCheser in Artie DeCheser kot Hannina dvojčka
- Daisy Previn in Moses Farrow kot Hannina otroka
- Bernie Leighton kot pianist na avdiciji